# Arnaldo da Silva
Arnaldo de Oliveira da Silva (ur. 26 marca 1964 w Rio de Janeiro) – brazylijski lekkoatleta (sprinter), medalista olimpijski z 1996.
Zdobył złoty medal w  sztafecie 4 × 100 metrów oraz srebrny w biegu na 100 metrów (za swym rodakiem Robsonem da Silvą) na Mistrzostwach Ameryki Południowej Juniorów w 1983 w Medellín.
W wieku 20 lat wystąpił na igrzyskach olimpijskich w 1984 w Los Angeles. Sztafeta 4 × 100 metrów w składzie: da Silva, Nelson dos Santos, Katsuhiko Nakaya i Paulo Roberto Correia zajęła w finale 8. miejsce. Da Silva startował na tych igrzyskach również w biegu na 200 metrów, ale odpadł w przedbiegach. Odpadł w półfinale biegu na 60 metrów podczas pierwszych światowych igrzysk halowych w 1985 w Paryżu. Na mistrzostwach świata w 1987 w Rzymie odpadł w ćwierćfinale biegu na 200 metrów i w półfinale sztafety 4 × 100 metrów.
Zdobył brązowy medal w biegu na 100 metrów na mistrzostwach ibero-amerykańskich w 1988 w Meksyku. Na igrzyskach olimpijskich w 1988 w Seulu odpadł w półfinale tej konkurencji. Odpadł w eliminacjach biegu na 60 metrów na halowych mistrzostwach świata w 1989 w Budapeszcie oraz na halowych mistrzostwach świata w 1991 w Sewilli. Na Mistrzostwach Ameryki Południowej w 1991 w Manaus zdobył srebrny medal w biegu na 100 metrów za Robsonem da Silvą. Odpadł w ćwierćfinale tej konkurencji na mistrzostwach świata w 1991 w Tokio.
Na mistrzostwach ibero-amerykańskich w 1992 w Sewilli ponownie zdobył brązowy medal w biegu na 100 metrów. Odpadł w ćwierćfinale biegu na tym dystansie na igrzyskach olimpijskich w 1992 w Barcelonie. Obronił srebrny medal w tej konkurencji na Mistrzostwach Ameryki Południowej w 1993 w Limie, ponownie za Robsonem da Silvą. Zdobył srebrny medal w biegu na 100 metrów na mistrzostwach ibero-amerykańskich w 1996 w Medellín.
Swój największy sukces odniósł w wieku 32 lat. Zdobył wówczas brązowy medal w sztafecie 4 × 100 metrów na igrzyskach olimpijskich w 1996 w Atlancie. Sztafeta brazylijska biegła w składzie: Arnaldo da Silva, Robson da Silva, Édson Ribeiro i André da Silva. Arnaldo da Silva startował na tych igrzyskach także w biegu na 100 metrów, ale odpadł w eliminacjach. Odpadł w eliminacjach biegu na 60 metrów na halowych mistrzostwach świata w 1997 w Paryżu.
Arnaldo da Silva był mistrzem Brazylii w biegu na 100 metrów w 1996. Trzykrotnie poprawiał wraz z kolegami rekord Brazylii w sztafecie 4 × 100 metrów, doprowadzając go do wyniku 38,41 s 3 sierpnia 1996 w Atlancie.
Rekordy życiowe da Silvy:
| Konkurencja              | Data i miejsce            | Wynik |
| ------------------------ | ------------------------- | ----- |
| bieg na 60 metrów        | 24 stycznia 1997, Manaus  | 6,74  |
| bieg na 60 metrów (hala) | 18 stycznia 1985, Paryż   | 6,78  |
| bieg na 100 metrów       | 22 lipca 1988, Meksyk     | 10,12 |
| bieg na 200 metrów       | 8 czerwca 1985, São Paulo | 20,59 |